# 葛谷葉子
葛谷 葉子（くずや ようこ、1977年8月2日 - ）は、日本のシンガーソングライター。 岐阜県羽島市出身。ソニー・ミュージックダイレクト所属。

## 略歴
高校1年より本格的な作曲活動をはじめ、19歳の時にオーディションで認められ上京。1999年8月エピックレコードジャパンより松尾潔プロデュースの下デビュー。1stシングルから全国各地のFMステーションで、ヘビーローテーション、パワープレイ曲に選出され、大量にオンエアされる等、R&Bシンガーとして多くのリスナーからの支持を獲得。
以前はFM NORTH WAVE、K-MIXでレギュラー番組を担当した。自身の作詞・作曲のほか倖田來未、CHEMISTRY、中島美嘉、韓国の歌手イ・スヨンらに楽曲を提供。『歌スタ!!』（日本テレビ）に不定期でウタイビトハンターとして出演。
2007年にはBoA「LOVE LETTER (BoAの曲)」（作曲）で日本レコード大賞金賞を受賞。手がける楽曲は彼女が得意とするR&B楽曲に限らず、切なさと温かさを併せ持つ純粋なPOPSナンバー、バラード楽曲などその作風は多岐に渡る。また歌詞に関してもスタンダードなラヴソングから独自の世界観を描く深遠な作品まで幅広く、各方面から共感と支持を獲得している。
2010年以降、自身のシンガーとしての活動は行っていなかったが、2021年7月27日、オフィシャルサイトが立ち上がり、9月22日に新曲を含めたベスト・アルバム『MIDNIGHT DRIVIN’ -KUZUYA YOKO MUSIC GREETINGS 1999〜2021-』の発売予告を行い、11年ぶりに活動を再開。

## ディスコグラフィー

### シングル
1. TRUE LIES（1999年8月4日, ESCB-2007）
TRUE LIES／夢も見ないまま／TRUE LIES [SOL MESSIAH REMIX]／TRUE LIES [ORIGINAL INSTRUMENTAL]
2. 恋（2000年1月21日, ESCB-2077）
恋／恋 [Piano Version]／恋 [backing track]
3. サイドシート（2000年6月7日, ESCB-2134）
サイドシート／さよなら言えたなら／サイドシート[less vocal]
  - ANB系全国ネット「世界ぜ〜んぶ本物!ド迫力!!びっくりハンター〜運命の月曜日〜」エンディングテーマ
4. Shinin' Day（2000年8月23日, ESCB-2161）
Shinin' Day／Just One Kiss featuring Ryoji from ケツメイシ／Shinin' Day [less vocal]
5. replay on（2000年12月6日, ESCB-2192）
replay on ～過ぎてゆく時の中で、満ちてゆく光の粒で～／サイドシート [REMIX]／replay on ～過ぎてゆく時の中で、満ちてゆく光の粒で～ [less Vocal]
  - 花王ソフィーナ「バイタルリッチ」CMソング
6. 最後の夜 〜KUZUYA'S R&B〜（2001年3月23日, ESCB-2226）
最後の夜 ～KUZUYA'S R&B～／ひとしずくの涙／最後の夜 [less vocal]
7. ロマンスをもう一度（2007年7月6日, BYS-001）
ロマンスをもう一度／ロマンスをもう一度 [A Cappella]／ロマンスをもう一度 [Instrumental]
  - 「小田急ロマンスカー」CMソング

### アルバム
1. MUSIC GREETINGS VOLUME ONE（1999年9月22日, ESCB-2026）
TRUE LIES／Natural／Sweet Rhythm／All Night／恋／夢も見ないまま／最後の夜／Round & Round／夏の残り香／すべてを守りたい／Promise me
2. MUSIC GREETINGS VOLUME TWO（2001年5月23日, ESCB-2235）
サイドシート／my book／最後の夜 ～KUZUYA'S R&B～／ヒトリ／Shinin' Day／さよなら言えたなら／same tears／replay on ～過ぎてゆく時の中で、満ちてゆく光の粒で～／baby／会いたくて／許さないで／bring me joy
3. GOLDEN☆BEST 葛谷葉子（2010年12月22日, MHCL-1841）
TRUE LIES／my book／Shinin' Day／サイドシート／Sweet Rhythm／恋／最後の夜 ～KUZUYA'S R&B～／すべてを守りたい／キミのとなりで／会いたくて／ロマンスをもう一度／replay on ～過ぎてゆく時の中で、満ちてゆく光の粒で～／bring me joy
4. MIDNIGHT DRIVIN’ -KUZUYA YOKO MUSIC GREETINGS 1999〜2021- （2021年9月22日, MHCL-30700）
midnight drivin’／Honey／TRUE LIES／my book／Natural／ヒトリ／All Night／Shinin’ Day／さよなら言えたなら／Sweet Rhythm／replay on ～過ぎてゆく時の中で、満ちてゆく光の粒で～／恋／サイドシート／最後の夜
5. TOKYO TOWER （2022年11月23日, MHCL-2979）
Overture～Stay By My Side／Tokyo Tower／Perfect! Your Love／Seaside Hotel／53F／Rendezvous／月の魔法／Interlude～Stay By My Side／最後の恋／New Way

## 楽曲提供
- 中孝介
  - すべてに意味をくれるもの（ミニ・アルバム「マテリヤ」、2005年9月7日） - 作曲
- 新垣結衣
  - ひかり（アルバム「そら」、2007年12月5日） - 作曲
  - la la...（アルバム「hug」、2009年6月17日） - 作詞・作曲
  - 巣箱（アルバム「hug」、2009年6月17日） - 作曲
- イ・スヨン
  - HWAHEHE（アルバム「GRACE」、2006年1月21日） - 作曲
  - SARANGA ANNYUNG（アルバム「GRACE」、2006年1月21日） - 作曲
- Every Little Thing
  - gladiolus（アルバム「Door」、2008年3月5日） - 作曲
- 奥田美和子
  - 君を想う（アルバム「君を想う」、2006年9月6日） - 作詞・作曲
- 加賀美セイラ
  - 孤独のヒカリ（シングル「カレイドスコープ/孤独のヒカリ」c/w、2007年10月24日） - 作詞
  - roundabout（シングル「roundabout/心にカラフル」、2008年1月23日） - 作詞
- KAHORI
  - summer time（シングル「myself」c/w、2009年6月24日） - 作曲
- 唐沢美帆
  - ARP.（アルバム「ID.」、2004年2月18日） - 作曲
- Kis-My-Ft2
  - 永遠のチケット（アルバム「Kis-My-1st」特典CD、2012年3月28日） - 作曲
- CHEMISTRY
  - B.M.N.(BIG MAN NOW)（シングル「You Go Your Way」c/w、2001年10月11日） - 作曲
  - 最後の夜（アルバム「Between the Lines」、2003年6月18日） - 作詞・作曲
  - Wings of Words（シングル、2005年7月27日） - 谷口尚久と共作曲
  - nothing（アルバム「fo(u)r」、2005年11月16日） - 作曲
- 倖田來未
  - you（シングル、2005年12月7日） - 作詞・作曲
  - 月と太陽（アルバム「Black Cherry」、2006年12月20日） - 作詞・作曲
  - Candle Light（アルバム「Black Cherry」、2006年12月20日） - 作曲
- 沢樹マイカ
  - believed（シングル、2008年4月2日） - 作詞・作曲
  - 君をみつけるよ（シングル「believed」c/w、2008年4月2日） - 作詞・作曲
- 島谷ひとみ
  - 口づけしよう（シングル「泣きたいなら」c/w、2008年3月19日） - 作詞・作曲
- 鈴木雅之
  - 53F（アルバム「Champagne Royale」、2007年3月7日） - 作詞・作曲
- 鈴木ゆみ
  - 大切なひと（V.Aアルバム「歌スタ!! エイベックス・スペシャル・エディション -SONG OF LIFE-」、2006年12月6日） - 作詞
- 高杉さと美
  - ありがとう（シングル、2008年6月25日） - 作曲
- 玉木宏
  - 君へと（シングル「抱きしめたい」c/w、2008年3月19日） - 訳詞
- 多和田えみ
  - 涙ノ音（アルバム「SINGS」、2009年11月4日） - 作詞・作曲
- Tiana Xiao
  - 悲しい嘘（シングル、2010年5月20日） - 作詞・作曲
- Dew
  - プレゼント（シングル、2007年11月7日） - 作曲
- 中島美嘉
  - TRUE EYES（シングル「ONE SURVIVE」c/w、2002年3月6日） - 作曲
- パク・ヨンハ
  - 心ほどいて（アルバム「STARS」、2010年6月9日） - 作曲
- ヒグラシ
  - 僕が愛するもの（V.A.アルバム「歌スタ!! エイベックス・スペシャル・エディション -SONG OF LIFE-」、2006年12月6日） - 作詞・作曲
  - ずっと（V.A.アルバム「歌スタ!! エイベックス・スペシャル・エディション -SONG OF LIFE-」、2006年12月6日） - 作詞・作曲
- HIBARI
  - Spring Again（シングル「世界中のこどもたちが」c/w、2004年4月28日） - 作曲
  - same tears（アルバム「Modern Classics」、2004年12月15日） - 作詞・作曲
- 藤岡正明
  - 最後の夜（アルバム「Portraite」、2003年7月16日） - 作詞・作曲
  - 壊れそうな想い（アルバム「Portraite」、2003年7月16日） - 作詞・作曲
- BRIGHT
  - Eternal Love（シングル「Brightest e.p.01」c/w、2007年4月25日） - 作曲
- BENI（安良城紅）
  - Loved（アルバム「GEM」、2007年4月25日） - 作詞・作曲
  - 恋文（アルバム「GEM」、2007年4月25日） - 作詞・作曲
  - 君じゃなきゃ（アルバム「Lovebox」、2010年6月2日） - 作詞・作曲
- BoA
  - Song With No Name〜名前のない歌〜（アルバム「LOVE & HONESTY」、2003年1月15日） - 作曲
  - DO THE MOTION（シングル、2005年3月30日） - 作曲
  - キミのとなりで（シングル「DO THE MOTION」c/w、2005年3月30日） - 作曲
  - LOVE LETTER（シングル、2007年9月26日） - 作曲
- 堀江由衣
  - スピカ（アルバム「HONEY JET!!」、2009年7月15日） - 作曲
- 松下奈緒
  - 最後の恋（アルバム「for me」、2012年2月29日） - 作詞・作曲
- mink
  - おまじない（アルバム「mink」、2005年8月3日） - 作曲
- 弥生
  - lovely days（シングル「途切れない愛のメッセージ」c/w、2008年3月5日） - 作曲
  - 愛しい人にうたう歌（アルバム「&i」、2008年10月22日） - 作曲
- Ley
  - 雨（シングル「桜」c/w、2009年3月18日） - 作曲

### CM楽曲
※下記の日付は特記無き場合、制作年である。
- 小田急電鉄
  - ロマンスをもう一度（「小田急ロマンスカー」） - 作曲
- P&Gジャパン
  - プレゼント（「MAX FACTOR デュアル エフェクト ファンデーション」、2007年） - 作曲
- ハウス食品
  - CMオリジナル曲（「ハウス　カップシチュー」、2008年） - 作曲
- パナソニック
  - CMオリジナル曲（「『1台で1本の植樹』篇 」、2012年） - 作曲